# A Soul for Sale
A Soul for Sale er en amerikansk stumfilm fra 1918 af Allen Holubar.

## Medvirkende
- Dorothy Phillips - Neila Pendleton
- Katherine Kirkwood
- Alan Roscoe - Steele Minturn
- William Burgess - Hale Faxon
- Harry Dunkinson - Wilbur Simons